# 慶豐商業銀行

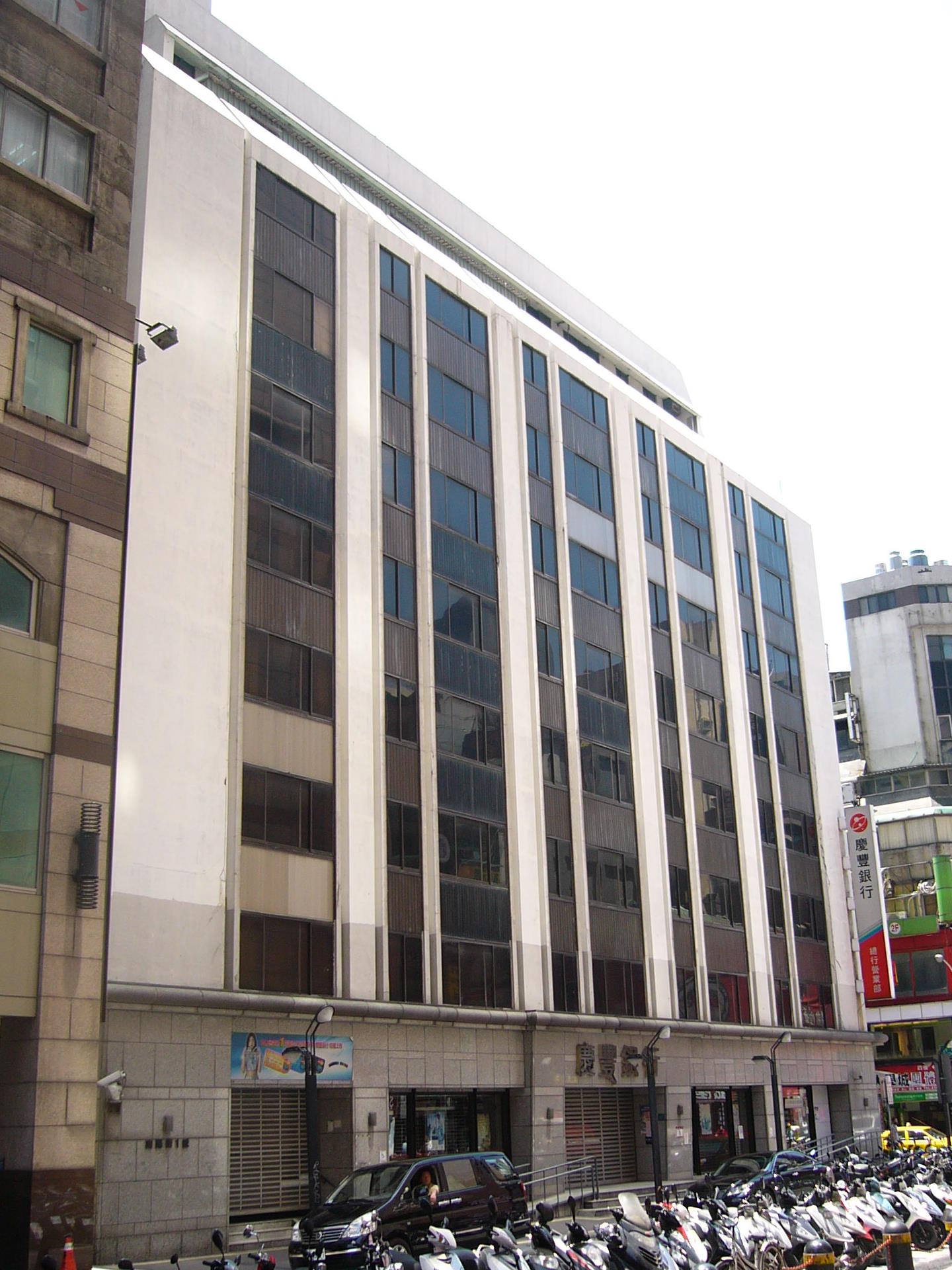
慶豐銀行總行大樓

慶豐商業銀行，簡稱慶豐銀行，是臺灣一家已經結束營業的商業銀行，過去原為慶豐集團成員，於2008年9月26日因資產淨值超過新台幣負70億元而遭中央存款保險公司接管，其資產、負債與營業經拆分標售，由遠東國際商業銀行、元大商業銀行、台新國際商業銀行和台北富邦商業銀行等四家商業銀行分別承接。

## 歷史

### 國泰集團時期

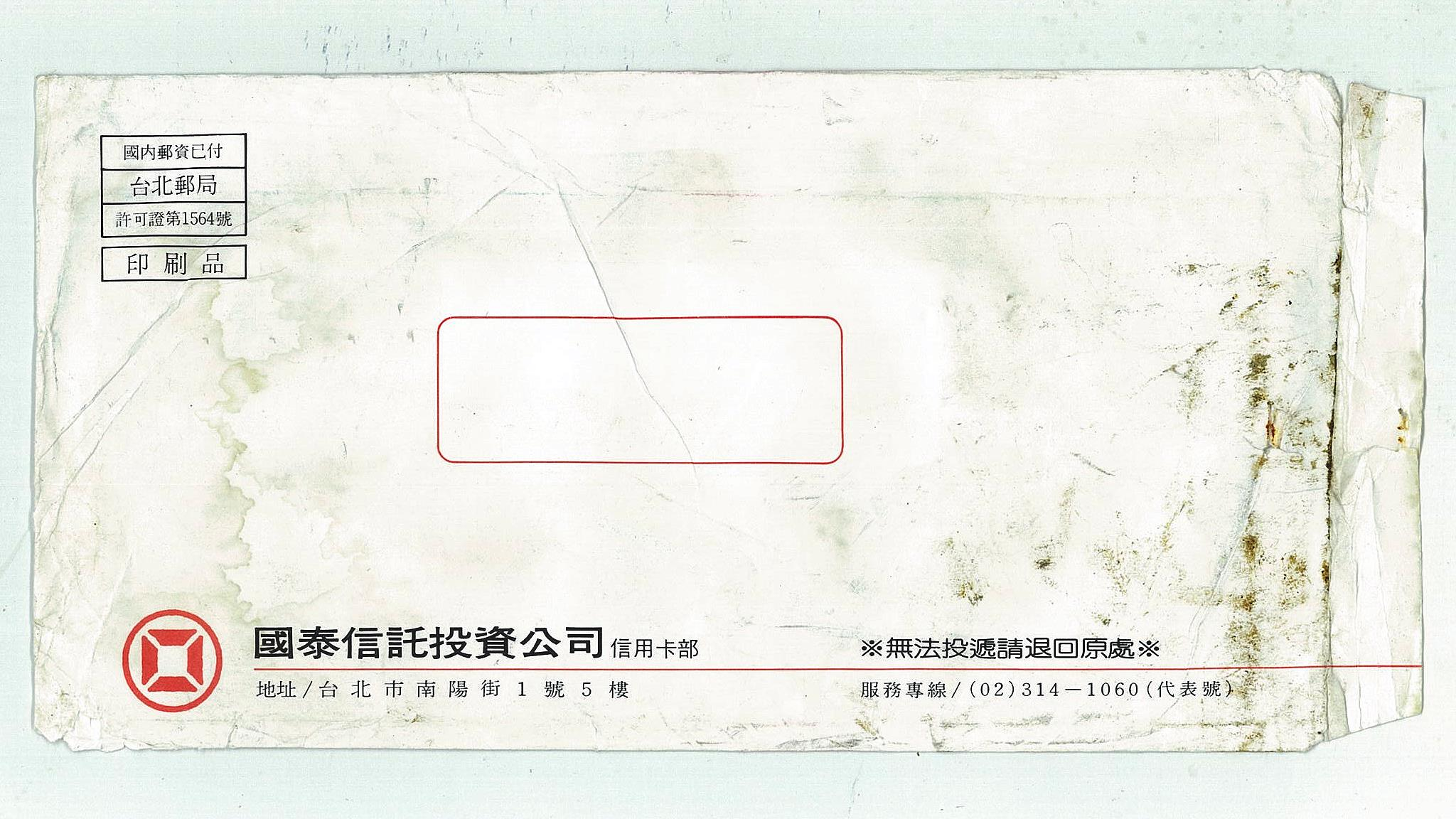
1992年11月國泰信託信用卡部信封

慶豐銀行前身為由國泰集團創始人蔡萬春發起成立的「國泰信託投資公司」（簡稱國泰信託），最初資本額為新台幣兩億元，於1971年7月28日開始營業，並交由蔡萬春之子蔡辰男負責經營。
1985年2月，蔡辰男涉及其弟蔡辰洲的十信案，引發國泰信託存款人大量提領現金，提領金額高達新台幣150億元，使得國泰信託經營陷入困境，因此由財政部指派以交通銀行為主的銀行團進駐協助管理。同時經調查後發現，蔡辰男涉嫌背信，提供近新台幣四十億元貸款給關係企業；因此，財政部將國泰信託交由銀行團代管三年後，於1988年9月改由三陽工業董事長黃世惠接手經營國泰信託。

### 慶豐集團時期
國泰信託於1992年申請改制為商業銀行，在完成增資至新台幣100億元後，於1994年10月11日正式改為「慶豐商業銀行」，為繼中國信託商業銀行後第二家從信託投資公司改制的商業銀行。
1996年9月，無線衛星電視台（TVBS）與慶豐銀行合作發行信用卡「TVBS關懷台灣認同卡」，每筆刷卡金額提撥千分之三匯入「TVBS關懷台灣專戶」，首開臺灣媒體發行信用卡的先例。

### 中央存保接管
2007年，慶豐銀行虧損已經達資本額的三分之一，被行政院金融監督管理委員會（金管會）要求增資；但經過一年的尋找資金，仍未能獲得新的資金挹注。2008年9月，慶豐銀行資產淨值已經超過新台幣負70億元，逾放比達29.05%，經新聞媒體揭露後，開始有存戶大量提領資金。金管會於2008年9月26日17時整指派中央存款保險公司接管慶豐銀行，中央存款保險公司委託臺灣銀行經營管理慶豐銀行，慶豐銀行為金融重建基金列管的七家銀行中最晚被政府接管者。
2009年3月25日，金融重建基金進行慶豐銀行第一次公開標售，Good Bank部分因無人投標，最後宣告流標。金融重建基金改洽臺灣銀行以議價方式進行第二次標售；不過，由於臺灣銀行最終出價未能符合金融重建基金核定的底價，最後仍宣告流標。

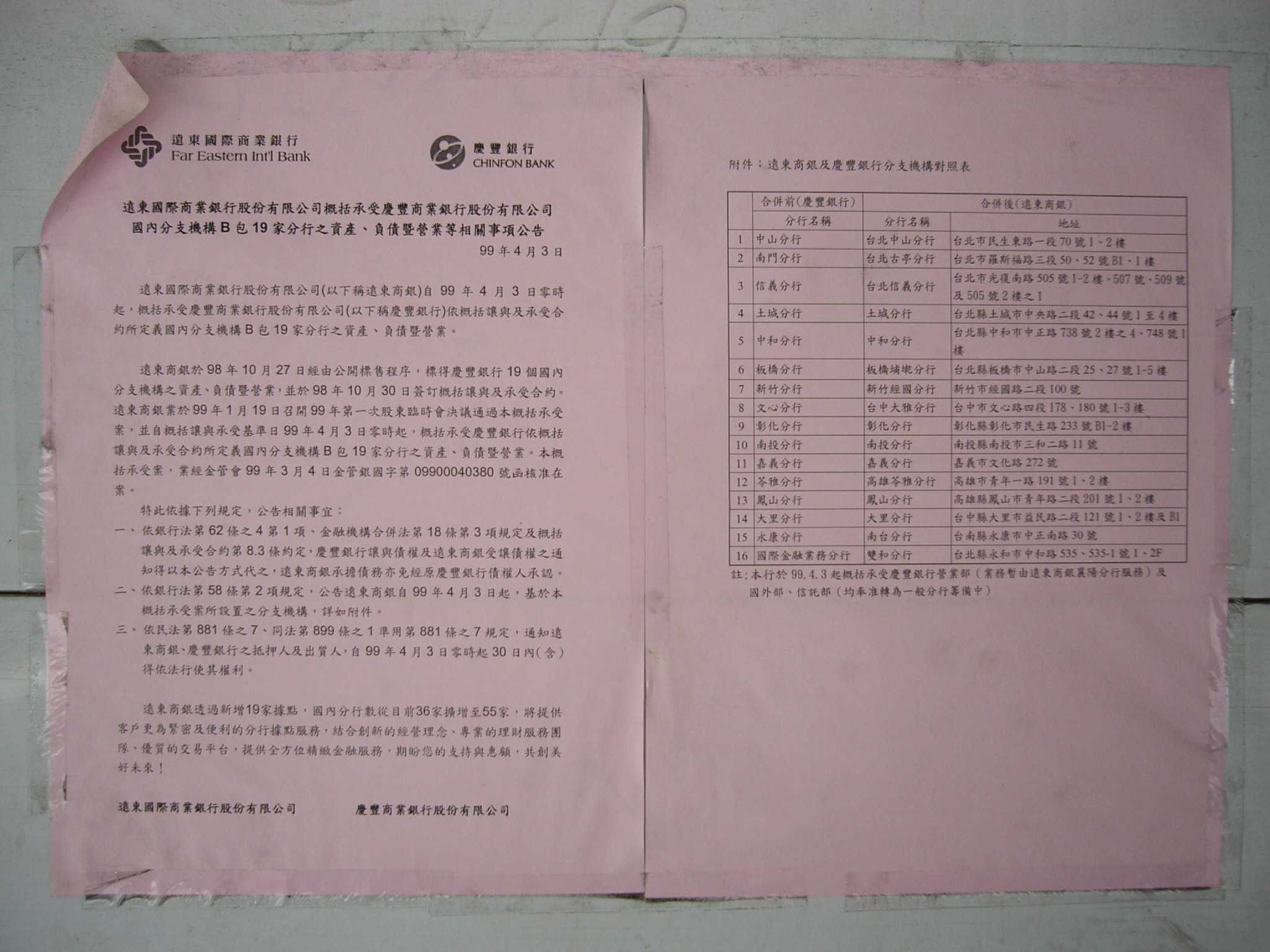
遠東國際商業銀行概括承受慶豐銀行國內19家分行之資產、負債及營業

2009年10月27日，慶豐銀行標售案進行第三次公開標售，全案分為越南分行、信用卡部門、國內分支機構A包及B包資產負債及營業等四標案，採用分開標售。國內分支機構A包（18家分行）由元大商業銀行得標，金融重建基金要賠付新臺幣193億元；國內分支機構B包（19家分行）由遠東國際商業銀行得標，金融重建基金要賠付新台幣191.03億元；信用卡部門由台新國際商業銀行得標，台新銀行必須給付金融重建基金新台幣40.98億元；越南分行由台北富邦銀行得標，台北富邦銀行必須給付金融重建基金新台幣25億2680億元。慶豐銀行國內分行之資產、負債及營業於2010年4月3日完成轉讓予遠東國際商業銀行及元大商業銀行，從此慶豐銀行的品牌於市面上消失。
2010年8月11日，中央存款保險公司委託第一太平戴維斯標售臺北市中正區南陽街1號慶豐銀行總行大樓等13筆慶豐銀行不良資產，臺灣人壽以新台幣25.6億元標得慶豐銀行總行大樓，每地坪新台幣833.9萬元、每建坪新台幣105.9萬元，雙雙創下臺北市西區辦公大樓交易新高。慶豐銀行總行大樓隨之改名為「臺灣人壽南陽大樓」。

## 腳註

### 備註
1. ↑  之前的六家分別是2004年的高雄區中小企業銀行、2005年的中興商業銀行、2007年的花蓮區中小企業銀行、台東區中小企業銀行及2008年的中華商業銀行、寶華商業銀行